# Кюртдьормот
Кюртдьормот або Кюрт-Дьормот (угор. Kürtgyarmat, грец. κουςτουγερμάτου) — одне із семи угорських племен, що входило в давньоугорську конфедерацію племен епохи малого переселення народів, періоду вторгнення в Паннонію кінця ІХ — початку Х ст. та «Завоювання батьківщини на Дунаї» у вигляді заснованої там близько 1000 року християнської монархії — Угорського королівства.
Етимологія слова невідома, але існує версія, що разом із сучасною угорською мовою, виводить значення цього слова як угор. Kürtgyarmat — «Ріг колонії» або «Колонія Рогу» (від угор. Kürt — Ріг (як Горн, сигнальний музичний інструмент, зроблений з рогів тварин), Gyarmat — «Колонія»).
Усі племена, що входили до складу давньоугорської конфедерації племен:
1. Єну — (угор. Jenő, грец. γενάχ)
2. Кеси — (угор. Keszi, грец. κασή)
3. Кийр — (угор. Kér, грец. καρή)
4. Кюртдьормот — (угор. Kürtgyarmat, грец. κουςτουγερμάτου)
5. Медьєр — (угор. Megyer, грец. μεγέρη)
6. Нєйк — (угор. Nyék, грец. νέκη)
7. Тор'ян — (угор. Tarján, грец. ταριάνου)
8. Кавари — (угор. Kabarok, грец. κάβαροι)